# NGC 6023
NGC 6023 é uma galáxia elíptica (E) localizada na direcção da constelação de Serpens. Possui uma declinação de +16° 18' 38" e uma ascensão recta de 15 horas, 57 minutos e 49,5 segundos.
A galáxia NGC 6023 foi descoberta em 19 de Maio de 1881 por Édouard Jean-Marie Stephan.